# Herbol
Herbol ist eine der ältesten deutschen Marken für Profi-Bautenfarben. Sie hat ihren Ursprung in der 1844 in Köln gegründeten Lackfabrik Herbig-Haarhaus. Zum Produktangebot gehören Fassadenfarben, Innenwandfarben, Lacke und Lasuren, Gewebe, Rissarmierungs- sowie Beton- und Bodensysteme. Die Beschichtungssysteme werden für Renovierung, Instandsetzung und Neubau eingesetzt. Seit 1999 ist die Marke Herbol Teil der Akzo Nobel Deco GmbH, einem Tochterunternehmen des niederländischen Konzerns AkzoNobel, dem weltweit größten Hersteller von Farben und Lacken.

## Geschichte

Schutzmarke: Die Pinselfaust aus dem Jahr 1902

### Anfänge
1844 wurde das Unternehmen durch Robert Friedrich Haarhaus in Köln gegründet. 1871 trat sein Schwiegersohn Adolf Herbig in die Firma ein. Das Geschäft mit Farben und Lacken wurde ausgebaut. Nach dem Tod von Robert Friedrich Haarhaus 1874 wurde das Unternehmen in Deutsch-Englische Lackfabrik umbenannt. 1899 traten Arthur Herbig und Adolf Herbig jr., die Söhne von Adolf Herbig senior, ins Unternehmen ein.
1903 bezog das Unternehmen einen neuen, modernen Produktionsstandort in der Vitalisstraße in Köln-Bickendorf. 1904 wurde Herbolin Flüssiges Porzellan als Warenzeichen eingetragen und neben Kristallweiß (Glasurit), Eburit (Beck & Co.) und Alpinaweiß (Deutsche Amphibolin-Werke) zu einer der ersten großen deutschen Weißlackmarken. Im Jahr 1910 beschäftigte das Unternehmen 80 Mitarbeiter.

### Ausbau und Kriegsjahre
1910 wurde auch erstmals außerhalb Kölns produziert. In Wien und Paris werden Herbol-Produkte in Lizenz hergestellt. 1912 übernahm Arthur Herbig nach dessen Tod die Unternehmensführung. 1923 wurde ein neues Farbwerk in Köln eröffnet. 1930 stellten hier bereits 180 Mitarbeiter etwa 330 verschiedene Produkte her.
Im Zweiten Weltkrieg galt das Stammwerk als kriegswichtiger Betrieb, denn es wurden in großem Umfang Tarnfarben produziert. Das Kölner Werk wurde nach mehreren Luftangriffen zu 70 Prozent zerstört. Nach der deutschen Kapitulation wurden die Zweigwerke in Wien, Berlin und Mailand enteignet. Schon im August 1945 wurde in Köln wieder mit der Produktion begonnen.

### Nachkriegszeit
1952 nahm Herbol die Produktion von Dispersionsfarben auf. Ab 1954 wurden Kunstharze im neu erbauten Kunstharzbetrieb selbst produziert. Während der nächsten zehn Jahre expandierte die Produktion von Herbig-Haarhaus. Neue Zweigwerke in Würzburg und der Schweiz wurden in Betrieb genommen. 1955 verstarb Hans Herbig; erstmals fand sich kein Träger des Traditionsnamens Herbig. In den nächsten drei Jahren prägte Erich Zschocke das Unternehmen. Die Sammlung des leidenschaftlichen Liebhabers von handbemaltem Porzellan und Lackobjekten bildete später zusammen mit der Sammlung von Kurt Herberts den Grundstock des Bestands für das Museum für Lackkunst in Münster. 1957 wurde das Herbol-Unternehmenslogo durch den amerikanischen Designer Raymond Loewy (Coca-Cola Flasche, Lucky Strike) überarbeitet. Es zeigte einen Pinsel, darin den Herbol-Schriftzug.

### Verkauf und jüngere Unternehmensgeschichte
Im Jahr 1968 verkaufte die Familie Herbig das Unternehmen an die BASF AG und die Bayer AG. 1969 wurde das blaue Herbol-Logo als Markenzeichen zusätzlich zum Pinsel eingeführt. Die BASF übernahm die Standorte Köln und Würzburg im Jahr 1970 vollständig. Unter Leitung der BASF wurden Erneuerung und Expansion der Marke Herbol fortgesetzt. Nach umfassender Restrukturierung und zunehmender internationaler Ausrichtung der Farben- und Lackindustrie wurde Herbol 1997 Teil der neu gegründeten Deco GmbH.
Im Jahr 1999 wurde das europäische Geschäft der BASF mit Bautenfarben und -lacken von Akzo Nobel übernommen. Die neu gegründete Akzo Nobel Deco GmbH steuerte von Köln aus die Marke Herbol, die in vielen europäischen Ländern vertrieben wird. Im Jahr 2007 wurde die Fassadenfarbe Herbol-Symbiotec in Kooperation mit dem Bindemittelhersteller BASF als „erste echte Nano-Fassadenfarbe“ eingeführt. Seit 2010 halten alle Bautenanstrichmittel von Herbol die VOC-Verordnung ein.

## Unternehmensstruktur
Die Marke Herbol gehört zum niederländischen Konzern AkzoNobel. Das Sortiment wird über den freien Groß- und Fachhandel vertrieben. Herbol ist in vielen europäischen Ländern eine anerkannte Profi-Marke, etwa in Österreich, der Schweiz, Frankreich und Belgien. 2009 wurde Herbol erfolgreich in Italien eingeführt. Im Jahr 2011 erfolgte die offizielle Einführung in den Niederlanden.